# Petr Fuksa
Petr Fuksa (* 28. September 1969 in Nymburk) ist ein ehemaliger tschechischer Kanute.

## Karriere
Petr Fuksa wurde in den 1990er- und 2000-er Jahren im Canadier-Zweier und -Vierer an diversen internationalen Wettkämpfen teil. Er konnte hierbei insgesamt zwei Weltmeister- und sechs Europameistertitel gewinnen. Fuksa feierte die meisten seiner Erfolge über die 200 Meter; eine Strecke die beim Canadier nicht zum olympischen Programm gehört. Über 500 und 1000 Meter jedoch kann er eine Teilnahme an den Olympischen Sommerspielen 1996 in Atlanta nachweisen. Er schied jedoch mit seinem Teamkameraden Pavel Bednář über beide Distanzen im Halbfinale aus.
Petr Fuksa ist der Vater der Kanuten Martin Fuksa und Petr Fuksa Jr. Beide nahmen ebenso wie ihr Vater an Olympischen Sommerspielen teil.